# Michael Northey
Michael James Northey (Auckland, 24 de març de 1987) és un ciclista de Nova Zelanda. Va ser professional del 2009 al 2016.

## Palmarès en ruta
- 2010
  - Vencedor d'una etapa al Tour de Southland
- 2011
  -  Campió de Nova Zelanda en critèrium
- 2012
  - 1r al Tour de Southland i vencedor d'una etapa
  - Vencedor d'una etapa al Tour de Loir i Cher
- 2013
  -  Campió de Nova Zelanda en critèrium
  - 1r al Gran Premi de Gal·les
- 2015
  -  Campió de Nova Zelanda en critèrium

## Palmarès en pista
- 2004
  - Campió d'Oceania en persecució per equips, amb Dayle Cheatley, Joshua England i Matthew Haydock